# Conrad Botes
Pour les articles homonymes, voir Botes.
Conrad Botes, parfois appelé Konradski, est un artiste et auteur de bande dessinée sud-africain né en 1969 au Cap. Il est l'un des principaux animateurs de la revue Bitterkomix avec Anton Kannemeyer, dit Joe Dog.

## Biographie
Conrad Botes a obtenu un diplôme en illustration de l'Académie royale des beaux-arts des Pays-Bas en 1994, et un Master of Fine Arts de l'université de Stellenbosch (Afrique du Sud) en 1997.
Depuis le début des années 1990, il publie, avec son collaborateur Anton Kannemeyer, la revue Bitterkomix, une critique cinglante de la culture afrikaner.
Conrad Botes a participé à de nombreuses expositions internationales à travers le monde,.
En 2023 sort en français sa bande dessinée Le Pays de Judas. L'avis critique de Télérama écrit : « Crimes, châtiments, damnation. Tel est le joyeux triptyque dans lequel s’inscrivent les six nouvelles graphiques du Pays de Judas. Issu de la culture afrikaner, où religiosité rigoureuse, punitions corporelles, abus sur enfants et racisme institutionnel étaient monnaie courante, Conrad Botes a choisi la BD pour catharsis ».
Il vit et travaille au Cap. Il est aussi reconnu en tant qu'artiste peintre et sculpteur.

## Œuvres publiées en français
- « Lucky, lucky », dans Comix 2000, L'Association, 1999.
- Bitterkomix [5], (anthologie), avec Joe Dog, L'Association, 2009.
- Rats et chiens [6], Cornélius, coll. « Solange », 2009,  (ISBN 9782915492538)
- La bande à Foster [7], Conrad Botes et Ryk Hattingh, L'association, coll. « Ciboulette », 2011,  (ISBN 9782844144294)
- L'art érotique [8], Anton Kannemeyer et Conrad Botes, La cinquième couche, 2011,  (ISBN 9782390080664)
- Le Pays de Judas [3], Cornelius, 2023,  (ISBN 9782360811977)

## Autres
Il a participé au tome 7 (2008) des albums collectifs « Kramers Ergot ».
On connaît aussi de lui des lithographies.